# Strafgesetzbuch
Ein Strafgesetzbuch (StGB) ist ein Gesetzeswerk, das das materielle Strafrecht einer Rechtsordnung normiert und strafbewehrte Verhaltensweisen sowie das Strafmaß benennt. In der Regel hat jeder souveräne Staat ein eigenes Strafgesetzbuch.

## Strafgesetzbücher im deutschsprachigen Raum
- deutsches Strafgesetzbuch (dStGB oder dtStGB)
- liechtensteinisches Strafgesetzbuch (liStGB)
- österreichisches Strafgesetzbuch (öStGB oder StGB-AT)
- schweizerisches Strafgesetzbuch (sStGB, chStGB oder StGB-CH)
- belgisches Strafgesetzbuch (bStGB)

## Historische Strafgesetzbücher im deutschsprachigen Raum

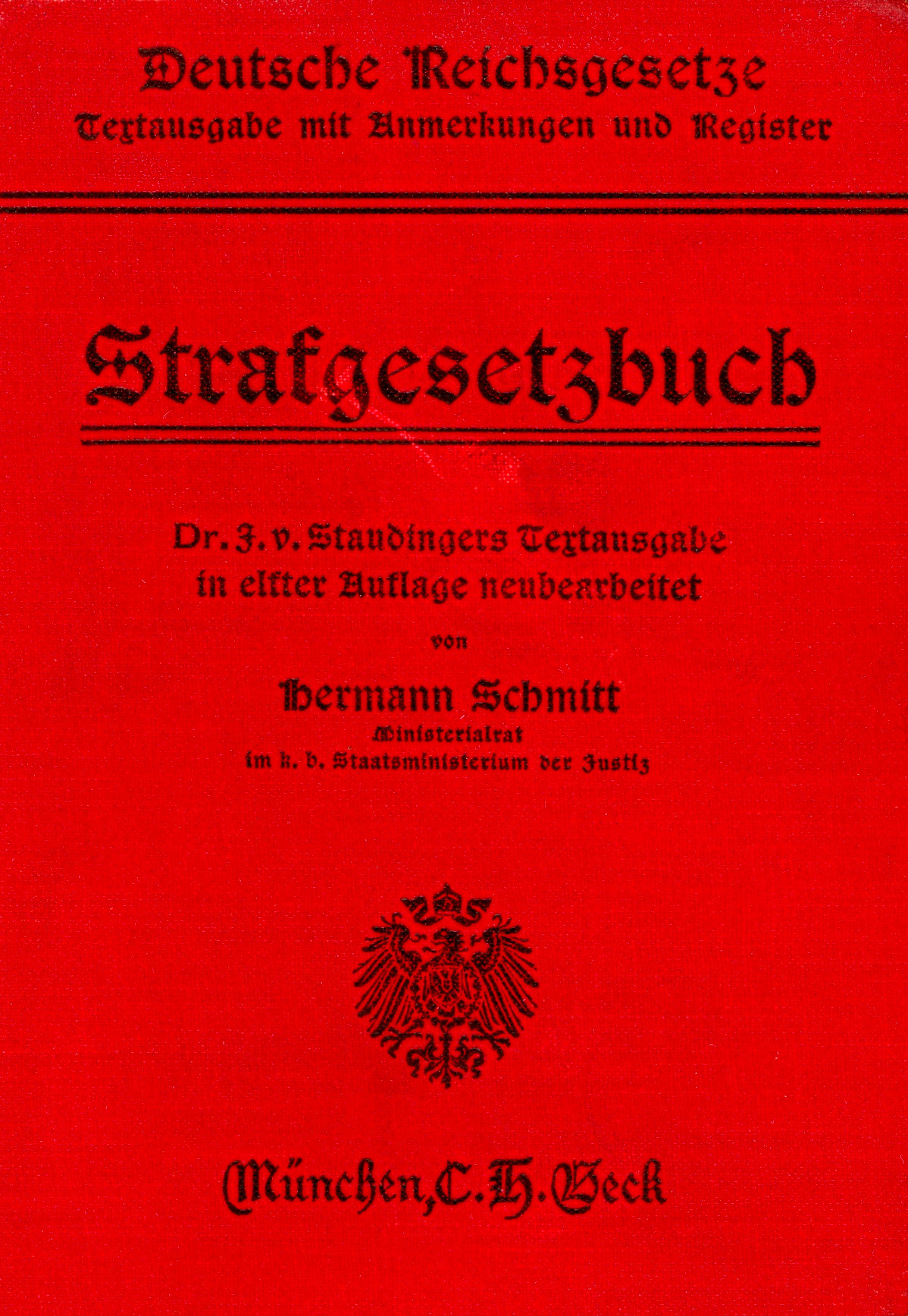
Deutsches Strafgesetzbuch von 1914

- Strafgesetzbuch der DDR (StGB-DDR)
- Strafgesetzbuch des Deutschen Reichs (RStGB)
- Strafgesetzbuch für das Königreich Bayern von 1813
- Strafgesetzbuch für das Königreich Bayern von 1861
- Strafgesetzbuch für die Preußischen Staaten
- Kriminalgesetzbuch für das Herzogtum Braunschweig

## Strafgesetzbücher außerhalb des deutschsprachigen Raums
- estnisches Strafgesetzbuch
- französisches Strafgesetzbuch
- japanisches Strafgesetzbuch
- litauisches Strafgesetzbuch
- norwegisches Strafgesetzbuch
- russisches Strafgesetzbuch
- schwedisches Strafgesetzbuch
- tschechisches Strafgesetzbuch
- türkisches Strafgesetzbuch

## Historische Strafgesetzbücher außerhalb des deutschsprachigen Raums
- Strafgesetzbuch der Sozialistischen Sowjetrepublik Litauen
- Strafgesetzbuch der RSFSR